# Колесник, Пётр Иванович
Пётр Иванович Колесник (1915—1969) — старшина Рабоче-крестьянской Красной Армии, участник Великой Отечественной войны, Герой Советского Союза (1945).

## Биография
Пётр Колесник родился в 1915 году в Мелитополе (ныне — Запорожская область Украины). Рос в детском доме в городе Лозовая Харьковской области Украинской ССР, затем был рабочим. В 1936—1938 годах Колесник проходил службу в Рабоче-крестьянской Красной Армии. В августе 1941 года он повторно был призван на службу в Рабоче-крестьянскую Красную Армию. С октября 1943 года — на фронтах Великой Отечественной войны. Принимал участие в боях на Воронежском и 1-м Украинском фронтах. Участвовал в освобождении Украинской ССР и Польши, боях в Германии. К январю 1945 года старший сержант Пётр Колесник был механиком-водителем танка 93-й танковой бригады 4-й танковой армии 1-го Украинского фронта. Отличился во время освобождения Польши.
30-31 января 1945 года экипаж Колесника участвовал в отражении немецкой атаки в районе населённого пункта Зофиенталь в 13 километрах к югу от города Гура. В тех боях экипаж уничтожил 2 танка, 10 артиллерийских орудий, около 50 солдат и офицеров противника.
Указом Президиума Верховного Совета СССР от 10 апреля 1945 года за «образцовое выполнение боевых заданий командования на фронте борьбы с немецкими захватчиками и проявленные при этом мужество и героизм» старший сержант Пётр Колесник был удостоен высокого звания Героя Советского Союза с вручением ордена Ленина и медали «Золотая Звезда» за номером 6016.

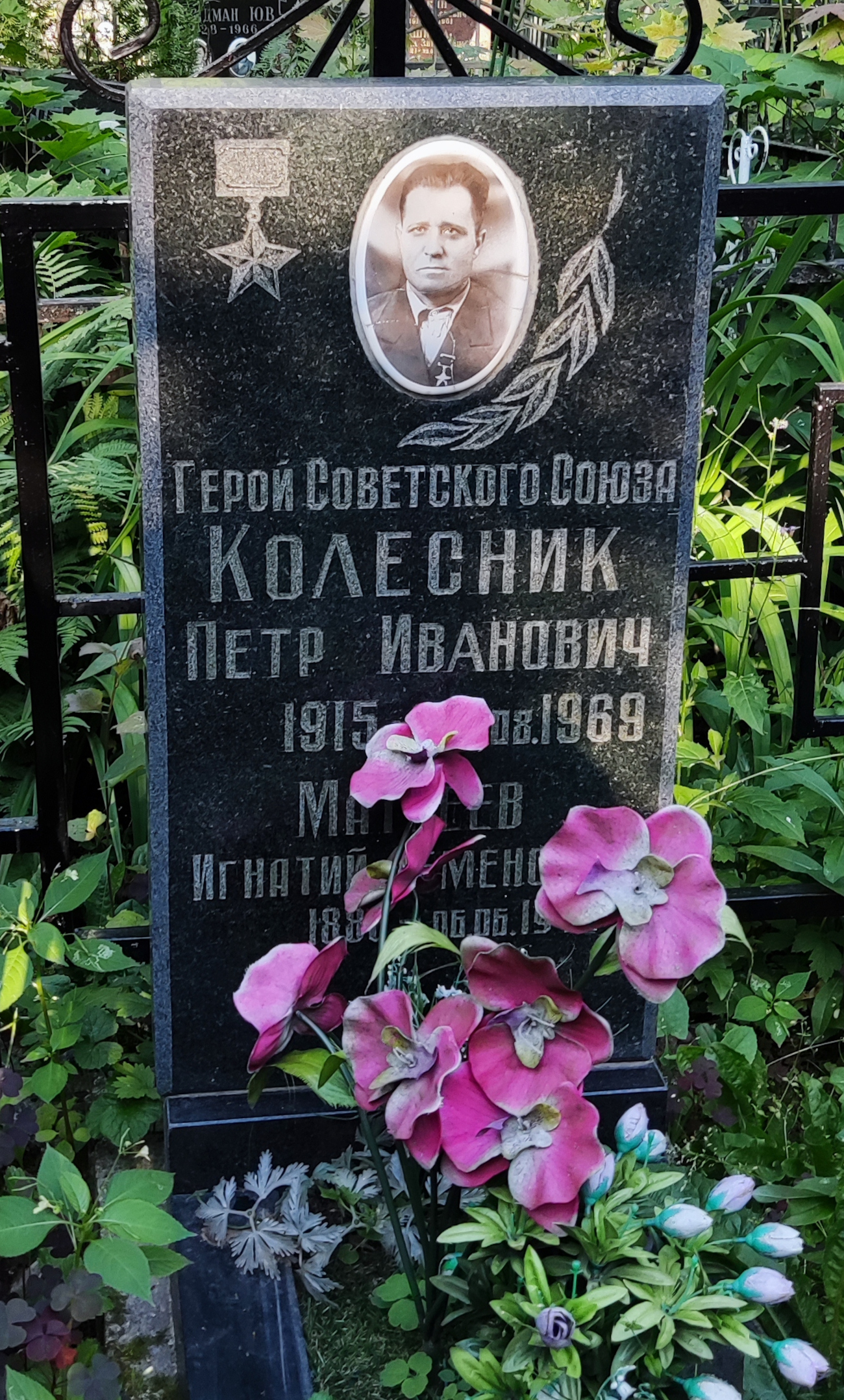
Могила на Пятницком кладбище (участок 22)

Всего за время своего участия в войне Колесник 17 раз горел в танке. Участвовал в Параде Победы, нёс знамя 93-й танковой бригады. Был демобилизован в звании старшины. Проживал в Москве, работал водителем машины в 3-м автомеханическом парке Управления по благоустройству Москвы. Умер 19 августа 1969 года, похоронен на Пятницком кладбище Москвы.
Был также награждён орденом Отечественной войны 2-й степени и рядом медалей.